# Venčac (gmina Aleksandrovac)
Venčac (cyr. Венчац) – wieś w Serbii, w okręgu rasińskim, w gminie Aleksandrovac. W 2011 roku liczyła 382 mieszkańców.